# Coptocercus rotundiguttatus
Coptocercus rotundiguttatus är en skalbaggsart som beskrevs av Wang 1995. Coptocercus rotundiguttatus ingår i släktet Coptocercus och familjen långhorningar. Inga underarter finns listade i Catalogue of Life.